# 小林賢太郎
小林 賢太郎（、1973年4月17日 - ）は、日本の劇作家、演出家、元コメディアン、元パフォーマー。スタジオコンテナ所属。

## 概要
静岡県生まれ 神奈川県横浜市旭区出身。多摩美術大学版画科卒業。
1996年に大学の同級生、片桐仁とコントグループ「ラーメンズ」を結成。脚本・演出・出演のすべてを手がける。演劇プロジェクト「小林賢太郎プロデュース公演（K.K.P）」、パントマイム・マジック・イラスト・映像などを駆使して構成されるソロパフォーマンス「POTSUNEN」、コント集団「カジャラ」など、劇場を中心に活動を重ねる。また2009年から2019年まで、年に一度『小林賢太郎テレビ』（NHK BSプレミアム）にてコントを披露していた。ほか、小島淳二との映像製作ユニット「NAMIKIBASHI」、升野英知（バカリズム）との大喜利ユニット「大喜利猿」、田中知之 (Fantastic Plastic Machine) との音楽ユニット「SymmetryS」としての活動も行っていた。
2020年に芸能界からの引退を表明し、ラーメンズとしての活動は事実上終了した。現在は劇作家および演出家として活動している。

## 来歴

### 1996年 - 2020年：ラーメンズ・パフォーマーとして
1996年、片桐仁とともにラーメンズを結成。
1999年から2004年まで『ヤングマガジンアッパーズ』（講談社）に『鼻兎』を連載していた。
2002年、自ら脚本・演出を手掛ける演劇プロジェクト「小林賢太郎プロデュース公演 （KKP）」 を立ち上げた。
2005年、ソロコントプロジェクト「POTSUNEN」を立ち上げた。2012年には、初の海外公演（パリ・モナコ）を果たす。
2007年度、舞台演劇情報誌の「演劇ぶっく」にて、演劇ランキングと俳優ランキング第1位を獲得。2010年、2012年度には俳優ランキング第1位を獲得した。
2009年から2019年まで『小林賢太郎テレビ』（NHK BSプレミアム）が、年に1度放送された。
2013年、『ボクらの時代』（フジテレビ）に出演。長年の友人であるバカリズムの熱烈なオファーにより、約10年ぶりの民放テレビ出演を果たした。バカリズム、いとうせいこうと共に鼎談を行った。
2014年9月、『孤独のグルメ Season4』（テレビ東京）の最終話にて初めてテレビドラマに役付で出演した。同年に放送された『小林賢太郎テレビ6』に松重豊が出演したことがきっかけとなった。
2016年、新作コント公演「カジャラ」を立ち上げた。
2017年10月17日、自身の著作物の管理やライブ運営及びマネジメントを行う事務所「スタジオコンテナ」を設立・移籍。それに伴いトゥインクル・コーポレーションの所属タレントページからラーメンズが削除され、現在は片桐仁のみが掲載されている。また、ラーメンズ、POTSUNEN、演劇プロジェクトなどそれぞれの公式サイトも小林の個人サイトに一元化される。

### 2020年 - 現在
2020年11月16日をもって芸能界の全ての表舞台から引退したと同年12月1日にトゥインクル・コーポレーションから発表された。同社によれば、芸能界引退後も執筆活動など裏方としての活動は継続するとのことである。小林はこの引退を「肩書きから『パフォーマー』を外した」と表現し、理由の一つとして足を悪くしてしまったことを挙げている。
2021年1月5日、noteにて有料の定期購読マガジン「小林賢太郎のノート」を連載開始。
同年10月29日公開予定のドキュメンタリー映画『場所はいつも旅先だった』に、朗読で参加する。

## 東京五輪開会式演出担当と解任
2021年7月14日、五輪組織委員会は、東京オリンピック・パラリンピックの開会式と閉会式の「式典コンセプト」を発表。小林は開会式・閉会式のクリエイター役職一覧で1番手に名を連ね、肩書は事実上トップの「ショーディレクター」とされた。
ところが7月21日夜、コアマガジンが発刊する『実話BUNKAタブー』が自身の公式Twitterアカウント上でラーメンズ時代のコントを一部切り抜き紹介。コントの中で使用している発言を問題視した。さらに元ハフポスト編集長、高橋浩祐がYahooニュースに寄稿したことにより、ツイートは広く拡散され、インターネット上で騒動となった。問題とされたのは、1998年5月発売のビデオソフト『ネタde笑辞典ライブ Vol.4』に収録されたコント。NHKの教育番組『できるかな』をパロディにし、「ノッポさん」に扮した小林と「ゴン太くん」に扮した片桐は、あり得ない題目を採用しようとして却下されるという例えで「ユダヤ人大量惨殺ごっこ」というフレーズを使用していた。このため、小林の人選は、差別反対を掲げるオリンピック憲章に抵触する可能性があると指摘された。同日（日本時間22日）、ホロコーストの記録保存や反ユダヤ主義の監視を行う非政府組織「サイモン・ウィーゼンタール・センター」が声明を発表。22日午前2時、中山泰秀副防衛大臣は自身のTwitterを更新。Twitterの一般利用者から騒動の報告を受け、自ら同団体に連絡を取ったと述べた。
組織委員会は21日深夜から22日朝にかけて対応を協議。開会式前日にあたる22日の午前、小林を解任した。同日、小林は組織委員会を通して謝罪コメントを発表している。

## 人物
- 特技はデッサン、手品、パントマイム、歌など。これらは作品の演出にも用いられている[22]。
- 大学生のころに、デパートのマジック用品売り場で実演販売のアルバイトをしていた。
- 物心ついたときから、絵を描くことや不思議なこと、笑っている人が好きで様々なことにのめりこんだという。小学生のころは、漫画家をめざし学級文庫などに並べる同人誌作りに没頭。中学生のころは、マジシャンをめざし手品を猛練習していた。高校生になり、美大受験のためデッサンを勉強。大学生の時は、落研サークルをつくり、漫才のネタ作りにハマっていた。「自分のつくったもので人を楽しませる」ということを喜びにして生きてきた、と自著で述べている[23]。
- 自らを「コントの虫」と称するほどのコント好き。「コントには無限の可能性があると信じている」と発言し、その領域を追究していた。
- 客席に優劣を作らないという方針のもと、ファンクラブなどは設置していない。
- パフォーマーとしての引退発表を受け、「日本の表現者の中でも稀有な存在であったコバケンさん。その独特の世界観は多くのファンがいました。彼がいなくなった（表舞台から）事は本当に寂しいです」と「水曜どうでしょう」の出演者である鈴井貴之がコメントを寄せた。そのほか、君の席でユニットを組んだバナナマンやおぎやはぎも本件について自身のラジオで触れている。
- 中学3年生の頃、文化祭で行われた演劇の脚本・演出を担当し、それで優勝したことが、芸能界に入るきっかけの一つとなったと語っている[24]。

## 作品
2020年作品までは兼出演（「二人舞台」「カラフル忍者いろまき」を除く）

### プロデュース公演
- 小林賢太郎プロデュース公演#001「good day house」（2002年）
- 小林賢太郎プロデュース公演#002「Sweet7」（2003年）
- 小林賢太郎プロデュース公演#003「Paper Runner」（2004年）
- 小林賢太郎プロデュース公演#004「LENS」（2004年）
- 小林賢太郎プロデュース公演#005「TAKEOFF 〜ライト三兄弟〜」（2006年、2007年）
- 小林賢太郎プロデュース公演#006「TRIUMPH」（2008年）
- 小林賢太郎プロデュース公演#007「ロールシャッハ」（2010年、2012年）
- 小林賢太郎プロデュース公演#008「うるう」（2011年 - 2012年、2015年 - 2016年、2019年 - 2020年）
- 小林賢太郎演劇作品「振り子とチーズケーキ」（2013年）
- 小林賢太郎演劇作品「ノケモノノケモノ」（2014年）

### ソロ公演
脚本、演出、美術、出演：小林賢太郎
- KENTARO KOBAYASHI SOLO CONTE LIVE 「ポツネン」（2005）
- KENTARO KOBAYASHI SOLO CONTE LIVE 「○ -maru-」（2006）
- Kentaro Kobayashi Solo Performance Live Potsunen 2008 『Drop』（2008）
- ポツネン氏の庭 〜The spot garden of Mr.Potsunen〜（2009）
- Kentaro Kobayashi Solo Performance Live Potsunen 2010 『SPOT』（2010）
- ポツネン氏の庭 〜The spot garden of Mr.Potsunen〜（2011）
- Kentaro Kobayashi Solo Performance LIVE POTSUNEN 2011 『THE SPOT』（2011）
- Kentaro Kobayashi Solo Performance LIVE POTSUNEN 2012 『P』（2012）
- Kentaro Kobayashi Solo Performance LIVE POTSUNEN 2013『P+』（2013）
- Kentaro Kobayashi Solo Performance LIVE POTSUNEN 2014/2015『ポツネン氏の奇妙で平凡な日々』（2014-2015、2017）

### 新作コント公演
- カジャラ#1 『大人たるもの』（2016）
- カジャラ#2 『裸の王様』（2017）
- カジャラ#3 『働けど働けど』（2018）
- カジャラ#4 『怪獣たちの宴』（2019）
- カジャラ#5 『無関心の旅人』（2020）

### その他
- 舞台 安田ユーシ・犬飼若浩「二人舞台」（2006）（作、演出）
- Jam Films 「机上の空論」
- 「THE JAPANESE TRADITION 〜日本の形〜」
- 『68FILMS　侍ショートフィルム』「ROOM SERVICE」（BS-i、2008年9月19日）（主演、脚本）
- あにめたまご2016「カラフル忍者いろまき」（監督・脚本担当）
- 「東京五輪音頭-2020-」

## 出演
※コンビでの出演作はラーメンズの項を参照のこと。

### バラエティ番組
- 過去のレギュラー番組
  - 『小林賢太郎テレビ』（NHK BSプレミアム、2009年 - 2019年）
  - 『金髪先生』（テレビ朝日、1997年3月25日 - 9月30日）
  - 『ピタゴラスイッチ』（NHK Eテレ）- 何してるの?おじさん
- 単発出演
  - 『ボクらの時代』（フジテレビ、2013年4月28日） - いとうせいこう、バカリズムと鼎談
  - 『SWITCHインタビュー 達人達』（NHK Eテレ、2019年11月30日）- 椎名林檎と対談

### テレビドラマ
- 『孤独のグルメ』Season 4 第12話（2014年9月24日、テレビ東京） - 喫茶店マスター 役

### 公演
- 東京03 10周年記念 悪ふざけ公演「タチの悪い流れ」（2013年9月20日出演）[25][注 3]
- 久ヶ沢徹生誕50周年祭 久ヶ沢牛乳presents「A HALF CENTURY BOY」（2012年9月9日ソワレ、ゲスト出演）

### CM
- セイコーエプソン カラリオ（2003年）
- ケンタッキーフライドチキン（2004年）
- トヨタホーム（2005年 - ）
- 明治製菓 UP
- 三菱電機 V301D 「Bar」篇
- キリンビール チューハイ 氷結 「新レモン」篇（ナレーション）
- 三井住友海上 安心を売る仕事 子猫篇、帽子篇
- 日本郵便 ゆうパック レターパック 「配達希望時間帯拡充」篇、「初回受取場所変更」篇、「ゆうパックスマホ割・あて名ラベル」篇、「合理的」篇 （ナレーション）（2018年 - ）

### PV
- KREVA 「国民的行事」
- Fantastic Plastic Machine 「Tell Me」
- 椎名林檎 「茎 (STEM) 〜大名遊ビ編〜」

### 映像作品
- 椎名林檎 「賣笑エクスタシー」
- 椎名林檎 「短篇キネマ 百色眼鏡」

### 短編映画
- 「ライフ・イズ・ジャーニー」（監督：田辺誠一、2003年）

### 音楽
- KREVA「AFTERMIXTAPE」
  - 11. それとこれとは話がべつ! Feat. 宇多丸, 小林賢太郎

## 出版物
- 「小林賢太郎戯曲集―home FLAT news」（幻冬舎 2002年1月 / 幻冬舎文庫 2007年4月）
- 「小林賢太郎戯曲集―椿・鯨・雀」（幻冬舎 2004年4月 / 幻冬舎文庫 2007年8月）
- 「小林賢太郎戯曲集―CHERRY BLOSSOM FRONT345・ATOM・CLASSIC」（幻冬舎 2007年9月 / 幻冬舎文庫 2011年8月）
- 「小林賢太郎戯曲集―STUDY ALICE TEXT」（幻冬舎 2009年3月 / 幻冬舎文庫 2012年8月）
- 「僕がコントや演劇のために考えていること」（幻冬舎 2014年9月）
- 「短編集 こばなしけんたろう」（幻冬舎 2019年2月22日 / 幻冬舎文庫改訂版 2022年4月）
- 「表現を仕事にするということ」（幻冬舎 2024年4月24日）

### 漫画
- 「鼻兎」（全4巻）（講談社 2001年9月 - 2004年12月）
- 「ハナウサシリシリ」（講談社 2019年1月 - 2020年1月）- 「イブニング」連載

### 創作絵本
- 「うるうのもり」（講談社 2016年2月）
- 「カキワリの劇場」（あかね書房 2023年1月）

### 翻訳
- 「オレ、カエルやめるや」（マイクロマガジン社） 2017年11月
- 「オレ、なんにもしたくない」（マイクロマガジン社）2019年4月
- 「オレ、おおきくなるのいや」（マイクロマガジン社）2019年4月
- 「オレ、ねたくないからねない」（マイクロマガジン社） 2020年11月

### 共著
- 「new（KAWADE夢ムック）」 河出書房新社 2003年9月
- 「猫本」 講談社 2006年4月
- 「大喜利猿」（河出書房新社 2006年2月） - 升野英知との共著
- 「大喜利猿 墨」（河出書房新社 2007年1月） - 升野英知との共著
- 「大喜利猿 優勝」（河出書房新社 2008年3月） - 升野英知との共著
- 「大喜利猿 北海道」（河出書房新社 2009年6月） - 升野英知との共著
- 「小説幻冬」（幻冬舎 2016年11月〜）「こばなしけんたろう」連載

## その他
- 舞台 親族代表「忄（りっしんべん）」（2006） - 脚本提供
- 舞台 安田ユーシ・犬飼若浩 LIVE双六「参」（2006） - 脚本提供
- 映画 「モルタデロとフィレモン」（2006） - 字幕監修
- 漫画 「GOLDEN LUCKY　完全版・上」 - あとがき・帯推薦文
- 舞台 久ヶ沢徹他 久ヶ沢牛乳「A HALF CENTURY BOY」（2012） - 脚本提供
- 舞台 東京03結成10周年記念悪ふざけ公演「タチの悪い流れ」（2013）
- 鈴井貴之「ダメ人間〜溜め息ばかりの青春記」（文庫版） - 巻末にて著者との対談
- 西尾維新「西尾維新対談集 本題」（2014） - 著者との対談